# Invazia israeliană a Siriei din 2024
La 8 decembrie 2024, Israelul a invadat zona tampon dintre Siria și Înălțimile Golan ocupate de Israel și a desfășurat o campanie aeriană care a vizat capacitățile militare ale armatei siriene, după căderea regimului Assad. Invazia a marcat prima ocupație israeliană a Siriei în peste 50 de ani, de la acordurile de încetare a focului, care au fost stabilite după războiul de Yom Kippur din 1973.
Războiul Civil Sirian, care a izbucnit în 2011, dar s-a liniștit de la încetarea focului din 2020, a cunoscut o serie de ofensive ale opoziției în 2024 care au răsturnat regimul Assad, ducând la fuga președintelui sirian Bashar al-Assad la 8 decembrie 2024. În aceea zi, armata siriană și-a abandonat pozițiile de-a lungul Zonei tampon (UNDOF). Ulterior, prim-ministrul israelian Benjamin Netanyahu a declarat că acest lucru a anulat acordul de frontieră din 1974 cu Siria și a ordonat armatei israeliene să preia controlul asupra Liniei violete, o zonă demilitarizată din care forțele israeliene se retrăseseră în 1974, până când se va ajunge la un nou acord cu guvernul sirian în curs de dezvoltare.
Israelul a lansat, de asemenea, lovituri aeriene și navale extinse asupra țintelor militare siriene din întreaga țară, în cadrul unei operațiuni cu numele de cod Operațiunea Săgeata din Basan (מבצע חץ הבשן). Campania Israelului a distrus marina și capacitățile militare ale Siriei, precum și stocurile de arme chimice. Israelul a declarat obiectivele militare ca: ocuparea deplină a zonei tampon, înființarea unei zone de securitate fără armament greu și infrastructură militară și prevenirea rutelor de contrabandă de arme iraniene prin Siria către Liban. Campania Israelului în Siria a atras condamnări internaționale: conducătorul de facto al Siriei, Ahmed al-Sharaa, a criticat acțiunile Israelului, declarând că nu își pot justifica acțiunile recente în Siria, dar declarând, de asemenea, că țara sa nu este în măsură să fie atrasă într-o nouă situație de conflict.

## Context

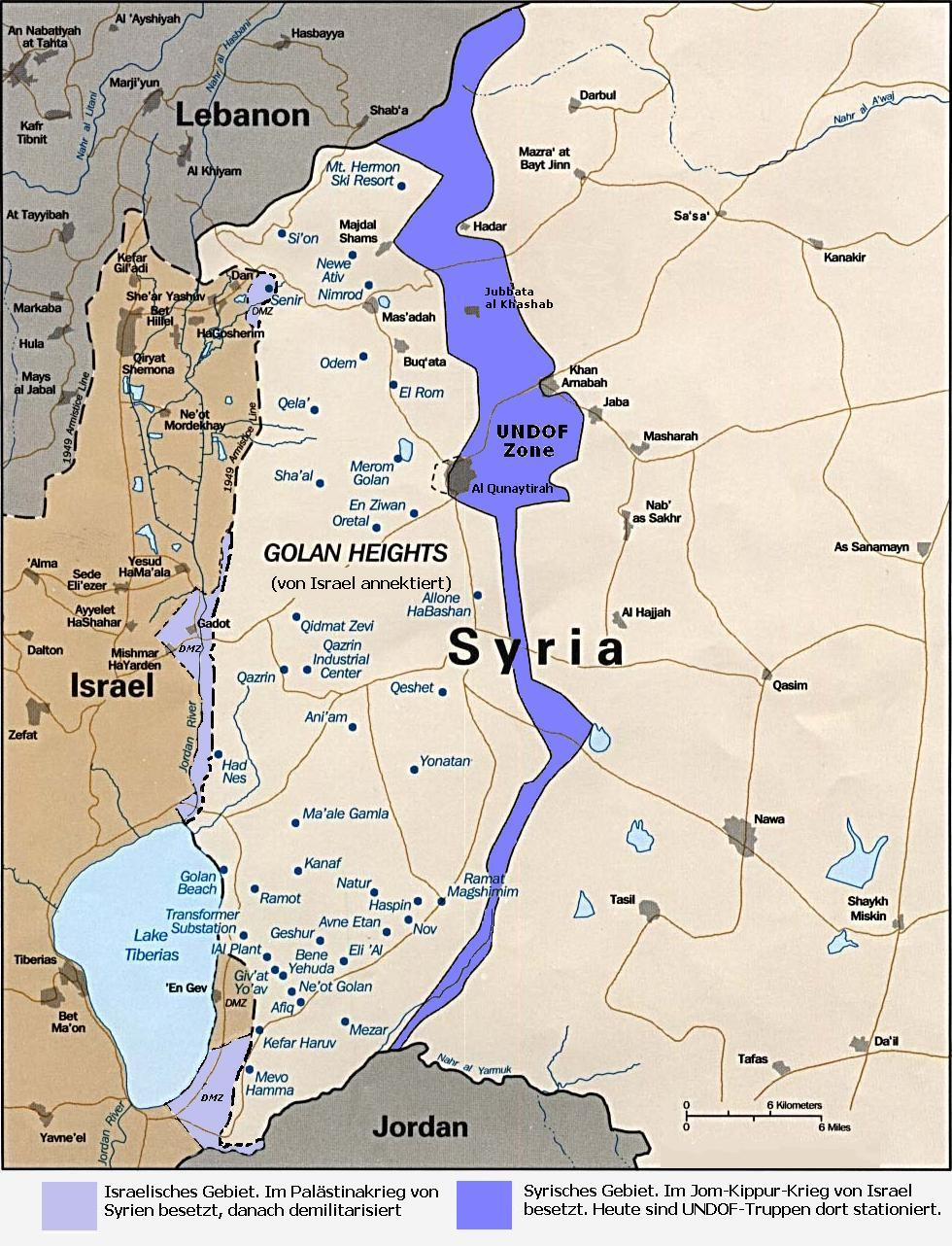
Zona tampon (UNDOF) în mov

De la Războiul de Șase Zile din 1967, Israelul a ocupat cea mai mare parte din Înălțimile Golan din Siria. După Războiul de Yom Kippur din 1973, Israelul și Siria au convenit asupra unei încetări a focului care a creat Forța Organizației Națiunilor Unite de Observare a Dezangajării (UNDOF), care menține o mică zonă tampon între cele două țări.  În 1981, Israelul a anexat regiunea Golan, o măsură condamnată de Organizația Națiunilor Unite și nerecunoscută de nicio țară, cu excepția Statelor Unite (în 2019). În timpul ocupației, Israelul a promovat colonizarea Înălțimi.În noiembrie 2024, Organizația Națiunilor Unite a acuzat Israelul că a încălcat Acordul de dezangajare din 1974 în noiembrie prin lucrări de inginerie și tancuri de luptă în interiorul zonei demilitarizate. UNDOF a declarat că a „colaborat în mod repetat cu IDF pentru a protesta împotriva construcției”.Israelul a răspuns că „lucrează pentru a stabili o barieră pe teritoriul israelian exclusiv pentru a contracara o posibilă invazie teroristă și pentru a proteja securitatea frontierelor Israelului” și că „oficialii israelieni și IDF mențin un contact strâns cu oficialii ONU care sunt familiarizați cu amenințările din regiune”.
În decembrie 2024, opoziția siriană a lansat o ofensivă majoră împotriva regimului sirian condus de Bashar al-Assad. După căderea regimului Assad, ministrul israelian al legăturilor cu diaspora și al combaterii antisemitismului, Amihai Shikli, și-a exprimat îngrijorarea față de răsturnarea politică a guvernului sirian de către forțele de opoziție, afirmând că: „Cea mai mare parte a Siriei se află acum sub controlul al-Qaeda și Daesh”. El a implorat Israelul să își fortifice din nou linia defensivă de la Muntele Hermon din Înălțimile Golan ocupate de Israel, pe baza frontierelor din 1974, pentru a preveni eventualele atacuri ale noului regim.

## Obiective israeliene
Pe 9 decembrie 2024, ministrul israelian al apărării, Israel Katz, a emis ordine pentru obiective militare în sudul Siriei. IDF a primit de la ministrul Apărării Katz patru obiective strategice principale pe care trebuie să le îndeplinească „în perioada imediat următoare”:
1. Asigurarea controlului complet asupra zonei tampon și a altor poziții strategice apropiate din Siria.
2. Crearea unei zone de securitate care să se extindă dincolo de zona tampon, concentrându-se pe îndepărtarea tuturor armelor grele și a infrastructurii teroriste care ar putea reprezenta o amenințare pentru Israel, stabilind în același timp contacte cu comunitățile locale druze și cu alte comunități din zonă.
3. Să împiedice imediat restabilirea rutelor iraniene de trafic de arme către Liban prin teritoriul sirian și prin punctele de trecere a frontierei.
4. Continuarea distrugerii sistemelor strategice de armament greu din întreaga țară, inclusiv a rețelelor de apărare aeriană, a sistemelor de rachete și a instalațiilor de apărare de coastă.